# Diocesi di Baton Rouge
La diocesi di Baton Rouge (in latino Dioecesis Rubribaculensis) è una sede della Chiesa cattolica negli Stati Uniti d'America suffraganea dell'arcidiocesi di New Orleans. Nel 2022 contava 228.225 battezzati su 1.013.186 abitanti. È retta dal vescovo Michael Gerard Duca.

## Territorio
La diocesi comprende 12 parrocchie civili della Louisiana, negli Stati Uniti d'America: Ascension, Assumption, East Baton Rouge, East Feliciana, Iberville, Livingston, Pointe Coupee, St. Helena, St. James, Tangipahoa, West Baton Rouge e West Feliciana.
Sede vescovile è la città di Baton Rouge, dove si trova la cattedrale di San Giuseppe.
Il territorio si estende su 13.999 km² ed è suddiviso in 64 parrocchie, raggruppati in 6 decanati.

## Storia
La diocesi è stata eretta il 22 luglio 1961 con la bolla Peramplum Novae Aureliae di papa Giovanni XXIII, ricavandone il territorio dall'arcidiocesi di New Orleans.

## Cronotassi dei vescovi
Si omettono i periodi di sede vacante non superiori ai 2 anni o non storicamente accertati.
- Robert Emmet Tracy † (10 agosto 1961 - 21 marzo 1974 dimesso)
- Joseph Vincent Sullivan † (8 agosto 1974 - 4 settembre 1982 deceduto)
- Stanley Joseph Ott † (13 gennaio 1983 - 28 novembre 1992 deceduto)
- Alfred Clifton Hughes (7 settembre 1993 - 16 febbraio 2001 nominato arcivescovo coadiutore di New Orleans)
- Robert William Muench (15 dicembre 2001 - 26 giugno 2018 ritirato)
- Michael Gerard Duca, dal 26 giugno 2018

## Statistiche
La diocesi nel 2022 su una popolazione di 1.013.186 persone contava 228.225 battezzati, corrispondenti al 22,5% del totale.
| anno | popolazione | popolazione | popolazione | presbiteri | presbiteri | presbiteri | presbiteri                | diaconi | religiosi | religiosi | parrocchie |
| anno | battezzati  | totale      | %           | numero     | secolari   | regolari   | battezzati per presbitero | diaconi | uomini    | donne     | parrocchie |
| ---- | ----------- | ----------- | ----------- | ---------- | ---------- | ---------- | ------------------------- | ------- | --------- | --------- | ---------- |
| 1966 | 172.810     | 491.434     | 35,2        | 146        | 80         | 66         | 1.183                     |         | 82        | 295       | 64         |
| 1970 | 190.000     | 571.000     | 33,3        | 149        | 81         | 68         | 1.275                     |         | 93        | 294       | 66         |
| 1976 | 163.410     | 612.798     | 26,7        | 161        | 90         | 71         | 1.014                     |         | 91        | 212       | 68         |
| 1980 | 175.000     | 645.000     | 27,1        | 159        | 87         | 72         | 1.100                     | 2       | 84        | 125       | 70         |
| 1990 | 214.736     | 774.431     | 27,7        | 137        | 84         | 53         | 1.567                     | 25      | 66        | 132       | 72         |
| 1999 | 207.511     | 809.065     | 25,6        | 126        | 88         | 38         | 1.646                     | 25      | 13        | 109       | 70         |
| 2000 | 217.199     | 809.998     | 26,8        | 141        | 98         | 43         | 1.540                     | 25      | 13        | 118       | 70         |
| 2001 | 218.269     | 831.478     | 26,3        | 127        | 85         | 42         | 1.718                     | 25      | 54        | 112       | 70         |
| 2002 | 218.588     | 853.165     | 25,6        | 127        | 84         | 43         | 1.721                     | 26      | 58        | 111       | 69         |
| 2003 | 219.323     | 856.734     | 25,6        | 121        | 77         | 44         | 1.812                     | 40      | 56        | 103       | 69         |
| 2004 | 219.310     | 863.976     | 25,4        | 111        | 74         | 37         | 1.975                     | 40      | 47        | 103       | 68         |
| 2006 | 218.846     | 878.269     | 24,9        | 112        | 74         | 38         | 1.953                     | 39      | 47        | 117       | 66         |
| 2012 | 235.000     | 950.000     | 24,7        | 125        | 90         | 35         | 1.880                     | 66      | 50        | 95        | 68         |
| 2015 | 235.647     | 992.000     | 23,8        | 100        | 71         | 29         | 2.356                     | 74      | 49        | 75        | 67         |
| 2018 | 227.052     | 1.010.137   | 22,5        | 103        | 76         | 27         | 2.204                     | 82      | 47        | 74        | 64         |
| 2020 | 227.280     | 1.008.970   | 22,5        | 109        | 76         | 33         | 2.085                     | 70      | 51        | 80        | 64         |
| 2022 | 228.225     | 1.013.186   | 22,5        | 108        | 74         | 34         | 2.113                     | 75      | 52        | 72        | 64         |